# Luis Antonio Tagle
Luis Antonio Gokim Tagle • OESSH • LDH • (Manila, 21 de junho de 1957) é um cardeal filipino, atual Pró-Prefeito Emérito da Seção de Primeira Evangelização do Dicastério para a Evangelização, presidente da Comissão Interdicasterial para Religiosos Consagrados, Grão-Chanceler da Pontifícia Universidade Urbaniana e presidente da Federação Bíblica Católica. Foi o 32º Arcebispo de Manila de 2011 a 2019 e é o cardeal-bispo de Albano.
Tagle, que prefere ser chamado pelo apelido "Chito" em vez de títulos clericais, tem se envolvido em questões sociais nas Filipinas, com ênfase em ajudar os pobres e defender a oposição da Igreja Católica ao aborto, à contracepção e ao que ele chamou de "ateísmo prático". Apelidado de "Francisco asiático", é frequentemente visto como um representante da ala progressista da Igreja Católica. Tagle criticou a Igreja por usar "palavras duras" para descrever pessoas LGBTQ e católicos divorciados e recasados, acreditando que estes últimos deveriam receber a Sagrada Comunhão em uma base caso a caso. Depois da morte do Papa Francisco e durante o Conclave de 2025, Tagle foi destacado como um possível candidato à eleição papal.

## Biografia

### Juventude e Estudos
Luis Antonio Tagle nasceu em 21 de junho de 1957, em Manila, sendo o filho mais velho de pais católicos devotos, Manuel Topacio Tagle, de etnia tagalo, e sua esposa sino-filipina, Milagros Gokim, que trabalhou no Equitable PCI Bank. Seu avô paterno, Florencio, era de Imus, Cavite, e a família Tagle pertencia à aristocracia cristã de origem espanhola, conhecida como Principalía, elite social antes da Revolução Filipina de 1896. Florencio foi ferido por uma explosão de bomba durante a Segunda Guerra Mundial, e a avó de Tagle sustentava a família com uma lanchonete local.
Tagle completou sua educação primária e secundária na Escola Saint Andrew em Parañaque, Rizal, em 1973. Influenciado por amigos sacerdotes, ingressou no Seminário San José, administrado pela Companhia de Jesus, que o encaminhou para a Universidade Ateneu de Manila. Lá, obteve um Bacharelado em Artes em pré-teologia em 1977 e um Mestrado em Artes em teologia na Escola de Teologia Loyola. Recebeu o diaconato em 18 de julho de 1981, no Seminário São José, Manila.
Entre 1987 e 1991, Tagle estudou na Universidade Católica da América, em Washington, D.C., onde obteve o Doutorado em Teologia Sagrada, summa cum laude. Sua dissertação, orientada pelo padre Joseph A. Komonchak, tratou da "Coligialidade Episcopal no Ensino e Prática de Paulo VI". Segundo Komonchak, Tagle foi "um dos melhores alunos que tive em mais de 40 anos de ensino" e "poderia ter se tornado o melhor teólogo das Filipinas, ou até mesmo de toda a Ásia" se não fosse nomeado bispo. Ele também frequentou cursos doutrinários no Instituto da Universidade Papa Paulo VI. Tagle recebeu doutorados honorários da Catholic Theological Union e da Universidade La Salle.
Tagle é falante nativo de tagalo e fluente em inglês e italiano. Ele também tem proficiência na leitura de espanhol, francês, coreano, chinês e latim.

## Vida religiosa

### Início do sacerdócio
Luis Antonio Tagle foi ordenado sacerdote na Diocese de Imus em 27 de fevereiro de 1982. Após a ordenação, ocupou os seguintes cargos: vigário paroquial da Paróquia de San Agustín, em Méndez-Núñez, Cavite (1982–1984), diretor espiritual (1982–1983) e, posteriormente, reitor (1983–1985) do seminário diocesano de Imus. Após estudos nos Estados Unidos entre 1985 e 1992, retornou a Imus, onde foi vigário episcopal para assuntos religiosos (1993–1995) e pároco e reitor (1998–2001) da Paróquia-Catedral Nuestra Señora del Pilar. Também lecionou teologia no Seminário de San Carlos (1982–1985) e no Seminário da Palavra Divina em Tagaytay.
Entre 1997 e 2002, Tagle foi nomeado pelo Papa João Paulo II para a Comissão Teológica Internacional, servindo sob a presidência do cardeal Joseph Ratzinger. De 1995 a 2001, foi membro do conselho editorial do projeto "História do Vaticano II".

### Bispo de Imus

Brasão de armas como Bispo de Imus

Em 22 de outubro de 2001, Tagle foi nomeado Bispo de Imus pelo Papa João Paulo II, sendo consagrado em 12 de dezembro do mesmo ano, após ter servido como pároco da Catedral de Imus. Durante seus dez anos em Imus, Tagle destacou-se por sua simplicidade, não possuindo carro próprio e convidando pessoas necessitadas para compartilhar refeições com ele. Na primeira assembleia de bispos sob o Papa Bento XVI, em 2005, durante a Assembleia Geral do Sínodo dos Bispos, ele destacou a insuficiência de sacerdotes nas Filipinas. Ele afirmou:
Citação: Para responder à fome pela Eucaristia, os sacerdotes celebram várias missas, aceitam múltiplas intenções e enviam ministros leigos para o serviço da Palavra com Comunhão... Os fiéis sabem a diferença entre um serviço bíblico e a Eucaristia, um sacerdote e um ministro leigo. Muitas comunidades aguardam o dom do sacerdócio e da Eucaristia com humildade.
Sobre a ideia de que as vocações sacerdotais são um dom de Deus, Tagle contrapôs que "também devemos perguntar se a Igreja é uma boa administradora desse dom". Ele relatou que, no primeiro domingo após sua ordenação como sacerdote, celebrou nove missas, uma prática comum nas Filipinas. Em debates sobre o celibato sacerdotal, Tagle sugeriu que a Igreja considerasse mudanças para enfrentar a escassez de sacerdotes, em resposta às reservas do cardeal Angelo Scola.
No Congresso Eucarístico Internacional de 2008, em Quebec, Canadá, Tagle proferiu uma palestra sobre a importância da Eucaristia, que, segundo relatos, emocionou a audiência. Ele contrastou a adoração cristã com formas falsas de idolatria:
Citação: É triste que aqueles que adoram ídolos sacrifiquem outras pessoas enquanto preservam a si mesmos e seus interesses. Quantos trabalhadores de fábricas são negados salários justos pelo deus do lucro? Quantas mulheres são sacrificadas ao deus da dominação? Quantas crianças são sacrificadas ao deus da luxúria? Quantas árvores, rios, colinas são sacrificadas ao deus do "progresso"? Quantas pessoas pobres são sacrificadas ao deus da ganância? Quantas pessoas indefesas são sacrificadas ao deus da segurança nacional?

### Arcebispo de Manila

Brasão de armas como Arcebispo de Manila

O Papa Bento XVI nomeou Tagle como o 32º Arcebispo de Manila em 13 de outubro de 2011, sucedendo o cardeal Gaudencio Borbon Rosales. Segundo Catalino Arévalo, primeiro asiático na Comissão Teológica Internacional, a nomeação de Tagle foi promovida pelo Núncio Apostólico nas Filipinas, Edward Joseph Adams, e por Rosales, embora objeções tenham sido apresentadas à Congregação para os Bispos, causando um pequeno atraso. Antes de sua instalação, Tagle realizou uma peregrinação à Terra Santa em outubro de 2011. Foi instalado como arcebispo em 12 de dezembro de 2011, no dia da festa de Nossa Senhora de Guadalupe e no décimo aniversário de sua consagração episcopal. Recebeu o pálio, símbolo de sua autoridade como arcebispo metropolitano, de Bento XVI em 29 de junho de 2012, em Roma.
Em fevereiro de 2012, Tagle participou do Simpósio para Cura e Renovação na Pontifícia Universidade Gregoriana, em Roma. Ele discutiu como a crise de abusos sexuais se manifesta na Ásia, onde é mais comum que sacerdotes violem os votos de celibato mantendo amantes do que abusando de menores. Tagle destacou que a deferência à autoridade típica da cultura asiática, combinada com a dominância da Igreja Católica nas Filipinas, cria uma "cultura de vergonha" que inibe a denúncia de abusos. Ele defendeu a necessidade de mudar essa cultura, embora tenha previsto dificuldades:
Citação: A relativa silêncio com que as vítimas e os católicos asiáticos enfrentam o escândalo deve-se, em parte, à cultura de "vergonha" que valoriza profundamente a humanidade, a honra e a dignidade de uma pessoa. Para as culturas asiáticas, a vergonha de uma pessoa mancha sua família, clã e comunidade. O silêncio pode ser uma forma de preservar o que resta de sua honra.
Em 12 de junho de 2012, Tagle foi nomeado membro da Congregação para a Educação Católica por um mandato renovável de cinco anos. No mesmo dia, discursou no 50º Congresso Eucarístico Internacional em Dublin, Irlanda, abordando a necessidade de a Igreja reavaliar sua relação com a mídia após a crise de abusos sexuais. Ele afirmou: "Enquanto os desafiamos a serem justos e verdadeiros em suas reportagens, a Igreja também deve estar preparada para ser escrutinada pela mídia, desde que as normas de justiça e veracidade sejam aplicadas a todos, especialmente às vítimas." Ele também destacou questões específicas da Igreja na Irlanda e casos semelhantes na Ásia.
Em 4 de agosto de 2012, Tagle discursou em um comício de oração contra o Projeto de Lei de Saúde Reprodutiva, que incluía provisões para financiamento e distribuição de informações e dispositivos contraceptivos, considerados aborto nas Filipinas. Ele defendeu o reconhecimento dos direitos das mulheres ao valorizar seu papel como mães e esposas, merecedoras de amor e respeito genuínos como reflexos de Deus. Tagle também denunciou a prostituição sexual como uma afronta à feminilidade das mulheres. Adotou uma postura mais moderada que outros bispos filipinos, recusando-se a ameaçar políticos que apoiavam a lei com excomunhão ou a distribuir cartazes em paróquias de Manila chamando os apoiadores de "Equipe da Morte".
Tagle serviu como arcebispo de Manila até assumir o cargo de Prefeito da Congregação para a Evangelização dos Povos em 9 de fevereiro de 2020. Enquanto aguardava a data de assunção do novo cargo, atuou como administrador apostólico da arquidiocese nos últimos dois meses, de 8 de dezembro de 2019 a 9 de fevereiro de 2020. O bispo auxiliar Broderick Pabillo liderou temporariamente a arquidiocese como administrador apostólico a partir de 9 de fevereiro de 2020. Em 25 de março de 2021, o Papa Francisco nomeou o arcebispo de Capiz, cardeal Jose Fuerte Advincula, como sucessor de Tagle em Manila. Advincula foi instalado como arcebispo em 24 de junho de 2021.

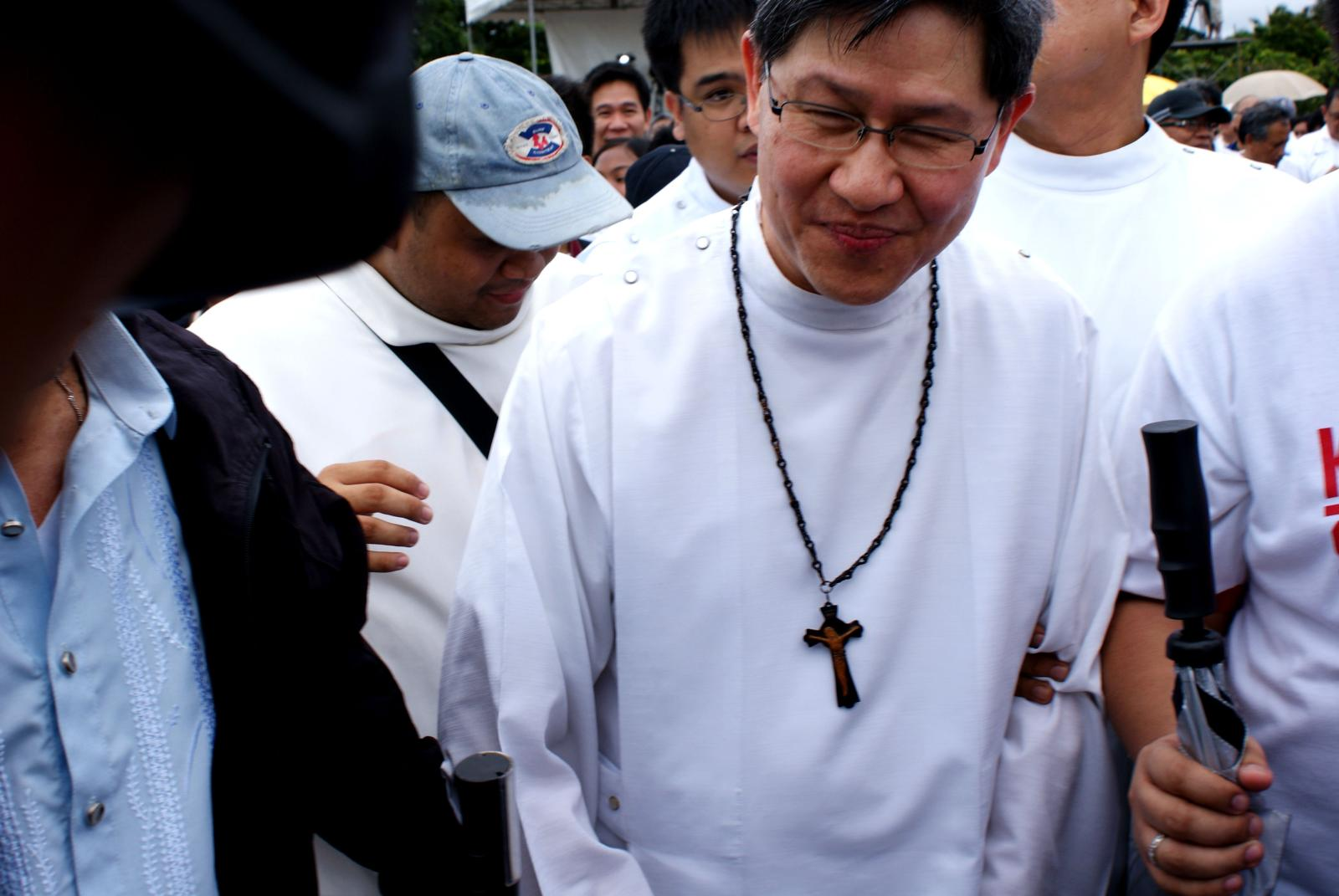
Aparição surpresa na Million People March ocorrido em Luneta

### Cardeal
O Papa Bento XVI anunciou a elevação de Tagle ao Colégio dos Cardeais em 24 de outubro de 2012. Tagle foi notificado na noite anterior. No consistório, foi designado para a igreja titular de São Félix de Cantalice a Centocelle. Tornou-se o sétimo filipino elevado a cardeal da Igreja Católica. Ao ser criado cardeal, era o segundo mais jovem do Colégio Cardinalício. Em 1 de dezembro de 2012, ao retornar às Filipinas, presidiu uma missa de ação de graças na Igreja de San Fernando de Dilao, em Paco, Manila, com a presença do presidente Benigno Aquino III, do vice-presidente Jejomar Binay e do prefeito de Manila, Alfredo Lim.
Em 31 de janeiro de 2013, Papa Bento XVI nomeou Tagle membro do Comitê Presidencial do Pontifício Conselho para a Família e do Pontifício Conselho para a Pastoral dos Migrantes e Itinerantes. Tagle foi mencionado por algumas organizações de notícias como um possível candidato à eleição papal durante o Conclave de 2013 que elegeu o Papa Francisco.
Em 8 de junho de 2013, Tagle liderou a Consagração Nacional ao Imaculado Coração de Maria na Igreja de San Fernando de Dilao. Após a publicação da encíclica Laudato si' do Papa Francisco, Tagle lançou uma campanha nas Filipinas para coletar assinaturas contra o aquecimento global antropogênico causado por emissões de dióxido de carbono.
Tagle é membro de várias congregações e conselhos pontifícios, incluindo a Congregação para a Educação Católica, a Congregação para a Evangelização dos Povos, o Conselho Pontifício para a Família, o Conselho Pontifício para a Pastoral dos Migrantes e Itinerantes, a Congregação para os Institutos de Vida Consagrada e Sociedades de Vida Apostólica, o Conselho Pontifício para os Leigos e o XIII Conselho Ordinário da Secretaria Geral do Sínodo dos Bispos. Em 11 de julho de 2015, foi nomeado membro do Conselho Pontifício 'Cor Unum'. Foi confirmado pelo Papa Francisco como presidente da Federação Bíblica Católica em 5 de março de 2015 e eleito presidente da Caritas Internationalis em 14 de maio de 2015, substituindo o cardeal Óscar Rodríguez Maradiaga. Em novembro de 2022, Tagle e todo o conselho da Caritas foram destituídos após uma investigação externa.
Tagle é professor de síntese dogmática na Escola de Teologia do Seminário de San Carlos, o principal seminário arquidiocesano de Manila, e professor associado de teologia sistemática na Escola de Teologia Loyola da Universidade Ateneu de Manila. Também lecionou na escola de teologia do Seminário da Palavra Divina em Tagaytay.

### Cúria Romana
Em 30 de novembro de 2013, Tagle foi nomeado membro da Congregação para a Educação Católica. Em 29 de março de 2014, tornou-se membro da Congregação para os Institutos de Vida Consagrada e Sociedades de Vida Apostólica.
O Papa Francisco nomeou Tagle Prefeito da Congregação para a Evangelização dos Povos em 8 de dezembro de 2019. Ele foi o segundo asiático a liderar essa congregação, após o cardeal Ivan Dias (2006–2011), e o segundo cardeal filipino a chefiar uma congregação da Cúria Romana, após José Tomás Sánchez (Congregação para o Clero, 1991–1996). Em março de 2020, o presidente filipino Rodrigo Duterte afirmou que o Papa removeu Tagle de Manila por canalizar fundos da Igreja para opositores políticos de Duterte. A Conferência dos Bispos Católicos das Filipinas (CBCP) e vários prelados filipinos refutaram a acusação.
Em 1 de maio de 2020, o Papa Francisco promoveu Tagle ao mais alto grau cardinalício, Cardeal-Bispo, tornando-o o primeiro filipino a alcançar esse posto no Colégio dos Cardeais. Ele foi promovido sem ser designado para uma sé suburbicária, uma quebra com a tradição e a Seção 350 do Código de Direito Canônico.
Em 19 de junho de 2020, o Papa nomeou Tagle membro do Conselho Pontifício para os Textos Legislativos. Em 8 de julho de 2020, foi nomeado membro do Conselho Pontifício para o Diálogo Inter-religioso. Em 21 de setembro de 2020, foi nomeado membro da Comissão Cardinalícia do Instituto para as Obras de Religião (IOR). Em 22 de fevereiro de 2021, foi nomeado pelo Papa Francisco membro da Administração do Patrimônio da Sé Apostólica. Em 9 de junho de 2021, foi nomeado membro da Congregação para as Igrejas Orientais, e em 1º de junho de 2022, membro da Congregação para o Culto Divino e a Disciplina dos Sacramentos.
Atualmente, Tagle foi nomeado Pró-Prefeito da Seção de Evangelização do Dicastério para a Evangelização. Com a entrada em vigor da Constituição Apostólica Praedicate Evangelium em 5 de junho de 2022, ocorreram mudanças na Cúria Romana. O novo Dicastério para a Evangelização foi formado pela fusão da Congregação para a Evangelização dos Povos e do Pontifício Conselho para a Promoção da Nova Evangelização. Segundo a nova constituição apostólica, o dicastério é diretamente liderado pelo Sumo Pontífice como prefeito, assistido por dois pró-prefeitos, um dos quais é Tagle.

### Honrarias e papabile
Em 15 de fevereiro de 2024, Tagle foi induzido à Legião de Honra na Villa Bonaparte, pela embaixadora francesa junto à Santa Sé, Florence Mangin, que lhe entregou a insígnia de "Oficial". A cerimônia contou com a presença da embaixadora das Filipinas junto à Santa Sé, Myla Grace Ragenia C. Macahilig, Gerard Timoner III, Nathaniel Imperial e Pe. Gregory Ramon Gaston.
O Papa Francisco nomeou Tagle como seu enviado especial ao 10º Congresso Eucarístico Nacional, realizado de 17 a 24 de julho de 2024. Ele celebrou a missa de encerramento no Lucas Oil Stadium, com cerca de 50.000 pessoas presentes.
Após a morte do Papa Francisco em 21 de abril de 2025, Tagle, aos 67 anos, foi um dos três cardeais eleitores das Filipinas, ao lado dos cardeais Jose Fuerte Advincula e Pablo Virgilio Siongco David. Ele é o terceiro em senioridade entre os cardeais eleitores no Conclave de 2025 para escolher o próximo Papa. Assim como no conclave de 2013, Tagle foi novamente considerado um papabile para suceder o Papa Francisco. De acordo com o parágrafo 14 da Universi Dominici Gregis e o artigo 18 da Praedicate Evangelium, seu mandato como Pró-Prefeito do Dicastério para a Evangelização cessou no momento da morte do Papa, mas ele pode ser reconduzido pelo próximo Papa.
Em 24 de maio de 2025, o Papa Leão XIV atribuiu-lhe o título de Sé suburbicária de Albano.

### Conclaves
- Conclave de 2013 - participou da eleição de Jorge Mario Bergoglio como Papa Francisco.
- Conclave de 2025 - participou da eleição de Robert Francis Prevost como Papa Leão XIV.

## Distinções

### Ordens
- Ordem Equestre do Santo Sepulcro de Jerusalém
- Oficial da Ordem Nacional da Legião de Honra (2024)[88]

### Títulos Acadêmicos
- Universidade do Extremo Oriente: Doutor em Letras Humanas honoris causa (abril de 2002)[89]
- Colégio de San Beda: Doutor em Letras Humanas honoris causa (30 de março de 2012)[90]
- Universidade De La Salle – Dasmariñas: Doutor em Letras Humanas honoris causa (19 de junho de 2013)[91]
- Universidade Xavier – Ateneo de Cagayan: Doutor em Letras Humanas honoris causa (1º de agosto de 2013)[92][93]
- Universidade de Santo Tomás: Doutor em Letras Humanas honoris causa (13 de agosto de 2013)[94]
- Universidade do Santo Anjo: Doutor em Letras Humanas honoris causa (16 de agosto de 2013)[95]
- Universidade Fordham: Doutor em Letras Humanas honoris causa (28 de março de 2014)[89]
- Universidade Católica Australiana: Doutor em Letras Humanas honoris causa (17 de maio de 2014)[96][97]
- Universidade Católica da América: Doutor em Teologia honoris causa (17 de maio de 2014)[98]
- União Teológica Católica: Doutor em Teologia honoris causa (14 de maio de 2015)[99]
- Universidade La Salle: Doutor em Letras Humanas honoris causa (18 de setembro de 2015)[100]
- Universidade Ateneo de Manila: Doutor em Filosofia honoris causa (21 de junho de 2024)[101]

### Prêmios
- Outstanding Manilan 2013[102]
- Prêmio Fides 2015[103]
- Medalha Presidencial Irmão Teliow Fackeldey, FSC, por Integridade, Mérito e Serviço Público 2015[104]
- Prêmio Ford Family Notre Dame por Desenvolvimento Humano e Solidariedade 2017[105]
- Prêmio Rotary da Paz 2018[106]
- Prêmio Padre Hecker por Excelência em Evangelização 2020[107]
- Prêmio de Líder Religioso da Catholic Faith Network 2024[108]